# Don Gibson (Fußballspieler)
Thomas Richard Donald „Don“ Gibson (* 12. Mai 1929 in Manchester) ist ein ehemaliger englischer Fußballspieler. Als Außenläufer gewann er 1952 mit Manchester United die englische Meisterschaft. In der zweiten Hälfte der 1950er-Jahre war er für Sheffield Wednesday aktiv, das mehrfach zwischen der ersten und zweiten Liga changierte.

## Sportlicher Werdegang
Der in Manchester geborene und im eigenen Nachwuchs ausgebildete Gibson war ab 1946 als Amateur bei Manchester United beschäftigt und unterschrieb im August 1947 den ersten Profivertrag bei den „Red Devils“. Drei Jahre später debütierte er in einem Erstligaspiel gegen die Bolton Wanderers. Die Partie ging mit 0:1 verloren und Gibson bekleidete die Position des rechten Außenläufers – zuvor hatte Trainer Matt Busby dort Ed McIlvenny ausprobiert, der wiederum knapp zwei Monate zuvor Kapitän der US-amerikanischen Nationalmannschaft beim 1:0-Sieg gegen England bei der Weltmeisterschaft gewesen war. Insgesamt absolvierte Gibson 35 Pflichtpartien in der Spielzeit 1950/51 und auch in der folgenden Meistersaison 1951/52 stand er 17 Mal in der Startformation. Dass er sich nicht dauerhaft als Stammspieler etablieren konnte, lag auch an der namhaften Konkurrenz auf seiner Position. Dazu zählten neben dem erfahrenen Johnny Carey, junge Talente der „Busby Babes“ wie Jeff Whitefoot sowie später der aufstrebende Eddie Colman – dazu ergänzte Jackie Blanchflower die prominente Läuferreihe. Obwohl Gibson in seiner letzten Spielzeit 1954/55 noch einmal 35 Pflichtspiele für Manchester United bestritt, ließ ihn 
Busby für die Ablösesumme von 8.000 Pfund zu Sheffield Wednesday weiterziehen. Auf nicht-sportlicher Ebene blieb Gibson jedoch seinem Ex-Trainer verbunden, denn er heiratete dessen älteste Tochter Sheena und war mit ihr 59 Jahre lang – bis zu ihrem Tod im Mai 2015 – verheiratet (sie bekamen drei gemeinsame Kinder).
Bei Sheffield Wednesday, das Mitte 1955 aus der ersten englischen Liga als Tabellenletzter abgestiegen war, wechselten sich für Gibson Erfolge und Enttäuschungen ab. Nach dem direkten Wiederaufstieg als Zweitligameister im Jahr darauf ging es zwei Jahre später zurück in die Zweitklassigkeit, bevor 1959 erneut ein direkter Wiederaufstieg 1959 folgte. Zuletzt ließ Gibson beim Zweitligisten Leyton Orient seine aktive Laufbahn ausklingen. Im Anschluss war er in der zweiten Jahreshälfte 1961 beim FC Buxton in der Cheshire County League als Spielertrainer aktiv, sein dortiges Engagement endete aber bereits nach 16 Pflichtspielen Ende 1961 wegen seiner beruflichen Verpflichtungen.

## Titel/Auszeichnungen
- Englischer Meister: 1952
- FA Charity Shield: 1952